# Ministerio de Energía y Minas (Cuba)
El Ministerio de Energía y Minas de la República de Cuba, conocido por el acrónimo MINEM,  es el Ministerio de Energía de Cuba. Sus funciones principales son gestionar la energía, la minería y la geología. 
Actividades atendidas por el MINEM:
1.	Generación, transmisión, distribución y comercialización de la energía eléctrica.
2.	Exploración y producción de petróleo, gas y demás minerales combustibles; producción de lubricantes y comercialización de lubricantes, combustibles y derivados, alcohol como combustible y de gas licuado y manufacturado.
3.	Gestión de conocimientos e información geológica, incluyendo la investigación, explotación y procesamiento de recursos minerales sólidos, aguas minero-medicinales y fangos medicinales, así como la comercialización de estos, de la sal y sus derivados.
4.	Preservación, explotación y uso racional de los recursos minerales y energéticos que favorezcan al desarrollo sustentable y sostenible.
5.	Desarrollo y utilización de fuentes renovables de energía, que permitan contribuir a la seguridad energética y la protección ambiental.
Atiende 4 sistemas empresariales: Unión Eléctrica, Cubapetróleo, Cubaníquel y Geominsal.

## Historia
El ministerio fue creado el 3 de diciembre de 2012, en sustitución del antiguo Ministerio de la Industria Básica, creado en 1976.

## Ministros
- Alfredo López Valdés (2012-2018)
- Raúl García Barreiro (2018-2019)
- Liván Arronte Cruz (2019-2022)
- Vicente de la O Levy (2022-en el cargo)